# Classement UCI (cyclisme sur route masculin)
Le Classement UCI, appelé Classement FICP de 1984 à 1992, est un classement désignant le meilleur coureur cycliste de la saison. Il est organisé par la Fédération internationale du cyclisme professionnel (FICP) de 1984 à 1992 puis par l'Union cycliste internationale (UCI) à partir de 1993.
Le coureur le plus titré est l'Irlandais Sean Kelly avec cinq victoires. La dernière édition a lieu en 2004. Le Classement UCI est remplacé la saison suivante par le classement de l'UCI ProTour 2005.

## Règlement
En 1984, le magazine Vélo édite pour la première fois le « classement Vélo » en collaboration avec la Fédération internationale du cyclisme professionnel (FICP). À la création du classement, quasi toutes les courses professionnelles sont prises en compte avec un barème glissant et les courses classées en trois catégories :
- les plus grandes courses (Grands Tours et les classiques les plus prestigieuses) : les points marqués sont gardés trois ans (mais en perdant la moitié de leur valeur après un an, puis encore la moitié après une deuxième année) ;
- les courses de moyenne importance : les points sont gardés deux ans (la moitié de la valeur est perdue au bout d’un an) ;
- les plus petites courses : les points conservés une seule année.

Ce barème est ensuite peu à peu simplifié et après quelques années, seuls les points marqués sur les douze mois qui précèdent sont conservés pour toutes les courses. Le leader est numéro un mondial. Sean Kelly est le premier leader et le restera jusqu’au printemps 1989 en terminant cinq fois la saison en tête du classement.
Au milieu des années 1990, le classement prend le nom de « classement UCI » et est géré à partir de là directement par l’Union cycliste internationale (UCI). Le classement prend de l’importance grâce à ses effets indirects : les équipes sont classées en divisions avec les points de leurs coureurs, l’accès aux plus grandes courses dépendant de ce classement par équipes, ainsi que le nombre de coureurs engagés sur les championnats du monde se courant par nations. Le classement UCI perd ensuite de son prestiqe, les points étant trop largement attribués pour les places d’honneur ; par exemple, Erik Zabel est ainsi numéro 1 mondial en 2001 et 2002 en grande partie grâce à sa collections d’accessits.

## Classement FICP puis UCI (1984-2004)

### Vainqueur du classement
Le vainqueur du classement final était décerné à la fin de chaque saison. Outre un classement individuel, un classement par équipes et par pays a été instauré par la suite.
| Saison | Meilleur coureur     | Meilleure équipe   | Meilleure équipe             | Meilleure équipe           | Meilleur pays     |
| ------ | -------------------- | ------------------ | ---------------------------- | -------------------------- | ----------------- |
| 1984   | Sean Kelly           | Skil-Sem           | Skil-Sem                     | Skil-Sem                   | Pas de classement |
| 1985   | Sean Kelly           | Skil-Sem           | Skil-Sem                     | Skil-Sem                   | Pas de classement |
| 1986   | Sean Kelly           | Kas                | Kas                          | Kas                        | Pas de classement |
| 1987   | Sean Kelly           | Kas                | Kas                          | Kas                        | Pas de classement |
| 1988   | Sean Kelly           | Kas                | Kas                          | Kas                        | Pas de classement |
| 1989   | Laurent Fignon       | Système U          | Système U                    | Système U                  | Pas de classement |
| 1990   | Gianni Bugno         | Chateau d'Ax       | Chateau d'Ax                 | Chateau d'Ax               | Pas de classement |
| 1991   | Gianni Bugno         | Gatorade           | Gatorade                     | Gatorade                   | Pas de classement |
| 1992   | Miguel Indurain      | Banesto            | Banesto                      | Banesto                    | Pas de classement |
| 1993   | Miguel Indurain      | Banesto            | Banesto                      | Banesto                    | Pas de classement |
| 1994   | Tony Rominger        | Mapei-Clas         | Mapei-Clas                   | Mapei-Clas                 | Pas de classement |
| 1995   | Laurent Jalabert     | Mapei-GB           | Mapei-GB                     | Mapei-GB                   | Pas de classement |
| 1996   | Laurent Jalabert     | Mapei-GB           | Mapei-GB                     | Mapei-GB                   | Italie            |
| 1997   | Laurent Jalabert     | Mapei-GB           | Mapei-GB                     | Mapei-GB                   | Italie            |
| 1998   | Michele Bartoli      | Mapei-Bricobi      | Mapei-Bricobi                | Mapei-Bricobi              | Italie            |
| Saison | Meilleur coureur     | Groupes sportifs I | Groupes sportifs II          | Groupes sportifs III       | Nations           |
| 1999   | Laurent Jalabert     | Mapei-Quick Step   | Team Home-Jack & Jones       | De Nardi-Pasta Montegrappa | Italie            |
| 2000   | Francesco Casagrande | Mapei-Quick Step   | Euskaltel-Euskadi            | Team Shaklee               | Italie            |
| 2001   | Erik Zabel           | Fassa Bortolo      | Alessio                      | 05 Orbitel                 | Italie            |
| 2002   | Erik Zabel           | Mapei-Quick Step   | EDS-Fakta                    | Mapei-Quick Step Espoirs   | Italie            |
| 2003   | Paolo Bettini        | Fassa Bortolo      | Bankgiroloterij Cycling Team | Action-nVidia-Mróz         | Italie            |
| 2004   | Damiano Cunego       | T-Mobile Team      | Comunidad Valenciana-Kelme   | Team Lamonta               | Italie            |

### En tête du classement
| Nom                  | Nationalité | Équipe(s)                               | Début             | Fin               |
| -------------------- | ----------- | --------------------------------------- | ----------------- | ----------------- |
| Sean Kelly           | Irlande     | Skil-Reydel puis KAS puis PDM-Concorde  | 1984              | 15 mai 1989       |
| Charly Mottet        | France      | R.M.O.                                  | 15 mai 1989       | 23 juillet 1989   |
| Laurent Fignon       | France      | Super U - Raleigh - Fiat                | 23 juillet 1989   | 6 août 1989       |
| Charly Mottet        | France      | R.M.O.                                  | 6 août 1989       | 3 septembre 1989  |
| Laurent Fignon       | France      | Super U - Raleigh - Fiat puis Castorama | 3 septembre 1989  | 6 juin 1990       |
| Gianni Bugno         | Italie      | Chateau d'Ax                            | 6 juin 1990       | 16 juin 1991      |
| Claudio Chiappucci   | Italie      | Carrera                                 | 16 juin 1991      | 31 décembre 1991  |
| Gianni Bugno         | Italie      | Chateau d'Ax puis Gatorade              | 31 décembre 1991  | 14 juin 1992      |
| Miguel Indurain      | Espagne     | Banesto                                 | 14 juin 1992      | 12 juin 1994      |
| Tony Rominger        | Suisse      | Mapei                                   | 12 juin 1994      | 25 septembre 1995 |
| Laurent Jalabert     | France      | ONCE                                    | 25 septembre 1995 | 10 octobre 1996   |
| Alex Zülle           | Suisse      | ONCE                                    | 10 octobre 1996   | 27 octobre 1996   |
| Laurent Jalabert     | France      | ONCE                                    | 27 octobre 1996   | 9 mars 1997       |
| Alex Zülle           | Suisse      | ONCE                                    | 9 mars 1997       | 6 avril 1997      |
| Laurent Jalabert     | France      | ONCE                                    | 6 avril 1997      | 11 octobre 1998   |
| Michele Bartoli      | Italie      | Asics                                   | 11 octobre 1998   | 6 juin 1999       |
| Laurent Jalabert     | France      | ONCE                                    | 6 juin 1999       | 4 juin 2000       |
| Francesco Casagrande | Italie      | Vini Caldirola                          | 4 juin 2000       | 20 août 2000      |
| Jan Ullrich          | Allemagne   | Deutsche Telekom                        | 20 août 2000      | 17 septembre 2000 |
| Francesco Casagrande | Italie      | Vini Caldirola, Fassa Bortolo           | 17 septembre 2000 | 10 juin 2001      |
| Davide Rebellin      | Italie      | Liquigas-Pata                           | 10 juin 2001      | 1er juillet 2001  |
| Lance Armstrong      | États-Unis  | US Postal                               | 1er juillet 2001  | 30 septembre 2001 |
| Erik Zabel           | Allemagne   | Deutsche Telekom                        | 30 septembre 2001 | 24 mars 2002      |
| Erik Dekker          | Pays-Bas    | Rabobank                                | 24 mars 2002      | 7 avril 2002      |
| Erik Zabel           | Allemagne   | Deutsche Telekom                        | 7 avril 2002      | 23 mars 2003      |
| Paolo Bettini        | Italie      | Quick Step-Davitamon                    | 23 mars 2003      | 6 avril 2003      |
| Erik Zabel           | Allemagne   | Deutsche Telekom                        | 6 avril 2003      | 29 juin 2003      |
| Paolo Bettini        | Italie      | Quick Step-Davitamon                    | 29 juin 2003      | 5 octobre 2003    |
| Erik Zabel           | Allemagne   | Deutsche Telekom                        | 5 octobre 2003    | 12 octobre 2003   |
| Paolo Bettini        | Italie      | Quick Step-Davitamon                    | 12 octobre 2003   | 22 février 2004   |
| Erik Zabel           | Allemagne   | T-Mobile                                | 22 février 2004   | 9 mai 2004        |
| Paolo Bettini        | Italie      | Quick Step-Davitamon                    | 9 mai 2004        | 30 mai 2004       |
| Erik Zabel           | Allemagne   | T-Mobile                                | 30 mai 2004       | 13 juin 2004      |
| Paolo Bettini        | Italie      | Quick Step-Davitamon                    | 13 juin 2004      | 27 juin 2004      |
| Alessandro Petacchi  | Italie      | Fassa Bortolo                           | 27 juin 2004      | 25 juillet 2004   |
| Erik Zabel           | Allemagne   | T-Mobile                                | 25 juillet 2004   | 15 août 2004      |
| Paolo Bettini        | Italie      | Quick Step-Davitamon                    | 15 août 2004      | 3 octobre 2004    |
| Erik Zabel           | Allemagne   | T-Mobile                                | 3 octobre 2004    | 10 octobre 2004   |
| Paolo Bettini        | Italie      | Quick Step-Davitamon                    | 10 octobre 2004   | 17 octobre 2004   |
| Damiano Cunego       | Italie      | Saeco                                   | 17 octobre 2004   | 31 décembre 2004  |